# Ocel Lucà
Ocel Lucà (en llatí Ocellus Lucanus, en grec Οκελλος Λευκανός) va ser un filòsof pitagòric romà, natural de la Lucània, que va viure al segle v aC.
El menciona una carta d'Arquites de Tàrent a Plató conservada per Diògenes Laerci. Si la carta és genuïna, hauria viscut un temps abans que Arquites, ja que aquest parla dels descendents d'Ocel. Lucià de Samosata parla d'Arquites i d'Ocel com a famosos pitagòrics, però a la carta conservada no es diu res de la seva filosofia. Escriptors més tardans que mencionen Ocel, no diuen res sobre el període en què va viure.
Se li van atribuir diverses obres:
- Περὶ Νόμου, sobre la llei
- περὶ βασιλείας καὶ ὁσιότητος, sobre la pietat i les lleis dels reis
- περὶ τη̂ς του̂ παντὸς φύσιος, sobre la naturalesa de les coses. Aquesta obra existeix en part conservada per Estobeu, però és dubtós o almenys controvertit que sigui escrita per Ocel.

Diògenes Laerci en parla. La seva filosofia establia que al cosmos no hi havia principi ni final, i que l'objectiu de les relacions sexuals no era el plaer sinó la reproducció i la perpetuació de l'espècie.